# Satzglied
Als Satzglieder (auch Satzkonstituenten) bezeichnet man in der germanistischen Tradition der Grammatik die Bestandteile, in die der Satz „unmittelbar“ (auf oberster Ebene) zerlegt werden kann. Ihrer Funktion nach unterscheidet man üblicherweise die vier Typen von Satzgliedern Subjekt, Objekt, Adverbial und Prädikativum. Das Prädikat eines Satzes wird in der Regel nicht als Satzglied gewertet, sondern als das, wovon die Satzglieder abhängen (dies wird jedoch auch unterschiedlich gehandhabt). Der Begriff Satzglied steht im Gegensatz zum Attribut, welches im Satz kein Bestandteil der Haupt-Zerlegung ist, sondern tiefer eingebettet und somit erst als Teil eines Satzgliedes vorkommt.
Es kann verschiedene Bestandteile in Sätzen geben, die keine Satzglieder sind, denn der Satzgliedstatus von Wörtern und Wortfolgen wird an bestimmte grammatische Eigenschaften geknüpft. Ein wichtiges Kriterium ist dabei die Fähigkeit eines Satzteils, im Vorfeld des Satzes erscheinen zu können, d. h. im Aussagesatz an der Position direkt vor der finiten Verbform. Abgesehen von Attribut und Prädikat haben auch Partikeln („wohl, ja“) oder Anreden (d. h. Vokativphrasen) diese Eigenschaft nicht und sind daher keine Satzglieder. Durch das Vorfeld-Kriterium ist der Satzgliedbegriff auf die Verhältnisse der deutschen Grammatik zugeschnitten (im Gegensatz zu allgemeiner anwendbaren Begriffen wie Subjekt oder Adverbial). Als Test auf den Satzgliedstatus dient daher eine Umstell- oder Verschiebeprobe in folgender Form:
- Hans baut  im Wald eine Hütte.
- Im Wald baut  Hans eine Hütte.
- NICHT: * Wald baut  Hans eine Hütte im.

Bei der Satzgliedanalyse geht es also um die Ermittlung der hauptsächlichen zusammengehörigen Wortgruppen im Satz. Dies ist auch eine Voraussetzung für das inhaltliche Verständnis: Sätze können mehrdeutig sein, wenn dieselbe sichtbare Wortfolge mehrere verschiedene Einteilungen in Satzglieder zulässt.

## Begriff
In der Regel ist die Bedeutung des Ausdrucks „Satzglied“ spezieller als einfach nur „Teil eines Satzes“. Definitionen für den Begriff Satzglied verlangen üblicherweise, dass es sich um Satzteile handelt, die ins Vorfeld des Aussagesatzes gestellt werden können und/oder die eine grammatische Funktion auf der Satzebene haben (wie Subjekt, Objekt, Adverbial). In diesem Zusammenhang wird auch das Prädikat des Satzes von vielen Autoren (aber nicht allen) aus dem Begriff des Satzglieds ausgeschlossen: Das Prädikat ist, anders als die eigentlichen Satzglieder, nicht getrennt erfragbar und nicht komplett ins Vorfeld umstellbar. Für Einzelheiten zu dieser Kontroverse siehe unter Prädikat (Grammatik) #Das Prädikat als Satzglied?.
In manchen Texten, vor allem, wo es nicht ausdrücklich um eine Begriffsdefinition geht, kann die Bezeichnung „Satzglied“ aber auch in einem unscharfen Sinn als „beliebiger Bestandteil eines Satzes“ vorkommen, so dass dann auch Attribute miterfasst werden. Im Folgenden werden in diesem Artikel solche Redeweisen nicht weiter berücksichtigt, sondern die heutigen Standard-Definitionen zugrunde gelegt.
Über die Liste von Bestandteilen eines Satzes, die keine Satzglieder sind, gibt es manchmal Uneinigkeit. Einheiten, die nicht vorfeldfähig sind, sind generell keine Satzglieder, dazu zählen das Prädikat als ganzes, die meisten Partikeln (v. a. Modalpartikeln), Einschübe / Parenthesen, darunter auch Anruf / Anrede, Konjunktionen (sowohl neben- als auch unterordnende), nicht-integrierte Nebensätze. Es gibt vorfeldfähige Einheiten, die dennoch nicht als Satzglieder zählen, vor allem infinite Bestandteile des Prädikats. In manchen Einteilungen sollen auch sogenannte „Kommentarglieder“ (also Satzadverbiale bzw. Kommentaradverbien wie „vermutlich“, „bedauerlicherweise“) aus dem Begriff Satzglied herausgenommen werden, dies ist in der sprachwissenschaftlichen Literatur aber kritisiert worden.

## Proben zur Ermittlung der Satzglieder
Eine Antwort auf die Frage, welche Wörter zu einem Satzglied zusammengehören, erfordert oft einen der nachfolgend dargestellten Tests und lässt sich nicht immer einfach aus der Wortfolge ablesen. Da der Begriff Satzglied ein Spezialfall des Begriffs „Konstituente“ ist (siehe unten), stammen diese Satzgliedtests aus der allgemeineren Kategorie der Konstituententests.

### Die Umstell- bzw. Verschiebeprobe
Die einfachste Definition für den Begriff Satzglied stützt sich auf die sogenannte Verschiebeprobe: Wenn ein deutscher Satz so umgebildet werden kann, dass eine Wortfolge an den Anfang eines Aussagesatzes verschoben werden kann, ohne dass sein Sinn sich wesentlich ändert, dann sind die fraglichen Wortfolgen (in der Regel) Satzglieder. Was sich bei der Umstellung allenfalls ändern darf, sind verschiedene Grade der Hervorhebung. Man nennt so eine Umstellung auch Topikalisierung, die Anfangsposition heißt Vorfeld.

#### Beispiel
In den folgenden Beispielen zeigt sich ein Satzglied also an der möglichen Stellung vor der orange markierten Position des finiten Verbs: Die Wortgruppen, die als Ganze dorthin verschoben werden können, sind Satzglieder. Ausdrücke, die nur im Verband mit anderen dorthin gestellt werden können (weil nur so der Satz grammatisch akzeptabel bleibt bzw. der Sinn erhalten bleibt), sind keine Satzglieder: Dies gilt dann z. B. für Artikel oder Attribute zu einem Substantiv (im Beispiel: „riesig“), für Präpositionen usw.
Hans baut im Wald mit seinem Freund fröhlich eine riesige Baumhütte.
Im Wald baut Hans mit seinem Freund fröhlich eine riesige Baumhütte.
Mit seinem Freund baut Hans im Wald fröhlich eine riesige Baumhütte.
Fröhlich baut Hans im Wald mit seinem Freund eine riesige Baumhütte.
Eine riesige Baumhütte baut Hans fröhlich im Wald mit seinem Freund .
Weitere Ausdrücke, die diese Vorfeld-Position nicht einnehmen können und daher nicht als Satzglieder zählen, sind z. B. Modalpartikeln wie „ja“ in: „Die Hütte ist ja riesig.“

#### Nebensätze als Satzglieder (Gliedsätze)
Auch Nebensätze können die Funktion eines Satzglieds für den Hauptsatz haben, und sie können auch dadurch erkannt werden, dass sie im Vorfeld des Hauptsatzes vorkommen. Solche Nebensätze heißen dann Gliedsätze. Das Beispiel zeigt einen Adverbialsatz mit „obwohl“:
Hans  baute, obwohl er es nie gelernt hatte,  eine riesige Baumhütte.
Obwohl er es nie gelernt hatte, baute Hans eine riesige Baumhütte.
(Ebenso wie beim Begriff Satzglied finden sich auch in manchen Texten ungenaue Redeweisen, die den Ausdruck Gliedsatz für alle Arten von Nebensätzen verwenden, also auch Attributsätze u. a. miterfassen. Auch dies wird im Sprachgebrauch des vorliegenden Artikels ausgeschlossen.)

#### Ausnahmen von der vereinfachten Definition
Es gibt Fälle, bei denen vorangestelltes Material trotzdem nicht als Satzglied zählt: die Voranstellung von Prädikatsteilen bzw. Infinitivkonstruktionen (siehe im Artikel Verbalphrase) und die „gespaltene Topikalisierung“ (sowie weitere Ausnahmen wie die Beispiele unter Phrase (Linguistik) #Tiefer eingebettete Phrasen). 
Eine Satzglieddefinition, die dies berücksichtigt, würde dann lauten: „Satzteil, der als ganzer vom Prädikat abhängt und ins Vorfeld gestellt werden kann“. Das „Vorfeld-Es“ (z. B. „Es war einmal ein König…“) ist demnach auch kein Satzglied (siehe Expletivum #Vorfeld-Expletiv).

#### Anwendung auf die Unterscheidung Satzglied / Attribut
Je nach Gruppierung der Wörter können manchmal aus ein und derselben Wortfolge unterschiedliche Einteilungen entstehen, dies ergibt dann auch verschiedene Satzbedeutungen. Im folgenden Beispiel zeigt die Umstellprobe, dass „der Mann im Mond“ ein zusammenhängendes Satzglied sein könnte (in dem „im Mond“ als Attribut enthalten ist), oder dass „im Mond“ und „der Mann“ je ein eigenes Satzglied sein könnten. Entsprechend ergeben sich Bedeutungsunterschiede:
- Beispiel: „Nachts schläft der Mann im Mond.“

Zwei Satzglieder + Prädikat:
„Nachts schläft [der Mann im Mond].“
„[Der Mann im Mond] schläft nachts.“
• Drei Satzglieder + Prädikat:
„Nachts schläft [der Mann] [im Mond].“
„[Der Mann] schläft nachts [im Mond].“
„[Im Mond] schläft [der Mann] nachts.“

### Frageprobe und Ersetzungsprobe
Satzglieder können oft auch durch einen Fragetest gefunden werden; diese Methode wird im Schulunterricht oft in den Vordergrund gestellt. Im Vergleich zur Umstellprobe sind mit Fragetests jedoch etwas größere Probleme verbunden:
1. Nicht alle Arten von Satzgliedern sind erfragbar.
2. Nicht alle Fragewörter beziehen sich auf Satzglieder, sondern sie können auch auf Einheiten im Inneren eines Satzglieds führen.

Ein Fragetest kann also nicht blindlings verwendet werden, und die Umstellprobe gilt als grundlegender.

#### Erfragbare und nicht erfragbare Satzglieder
Nach einem Subjekt kann beispielsweise mit „wer oder was“ gefragt werden, oder nach einem Adverbial mit Frageadverbien verschiedener Bedeutungstypen (Für Einzelheiten zum Erfragen verschiedener Satzglieder siehe den Artikel Ergänzungsfrage #Einteilung nach erfragtem Satzglied).
- Beispiel – Frage nach einem Ortsadverbial:

„Sie haben im Wald ein Baumhaus gebaut.“ – „Wo haben sie ein Baumhaus gebaut?“
Ein solcher Fragetest kombiniert eigentlich eine Ersetzungsprobe mit der Umstellprobe (da das Fragewort im Deutschen dann an den Satzanfang gestellt werden muss). Ersetzungsproben können aber auch mit einfachen Pronomen bzw. Adverbien erfolgen, ohne zusätzliche Fragesatzbildung, etwa:
„Obwohl es schwierig war, haben sie das Baumhaus ganz allein gebaut.“
„Trotzdem haben sie das Baumhaus ganz allein gebaut.“
Hier gibt es kein entsprechendes Fragewort. Die Ersetzung durch das Adverb trotzdem erweist aber auch schon den obwohl-Satz als Satzglied (als ein Adverbial bzw. einen adverbiellen Gliedsatz).
Satzglieder, die weder erfragbar noch sonst ersetzbar sind, sind außerdem die meisten Satzadverbiale (z. B. „wahrscheinlich, leider“) sowie Expletiv-Pronomina vom Typ des „es“ bei Wetterverben (die vom bereits genannten „Vorfeld-Es“ zu unterscheiden sind). Diese Einheiten sind aber alle ins Vorfeld umstellbar: 
„Leider regnet es immer noch.“
„Es regnet leider immer noch.“

#### Fragen, die auf Satzglied-Teile führen
Nicht jede beliebige Einsetzung eines Frageworts im Satz liefert einen Satzgliedtest, denn ein Fragewort kann auch für eine Einheit innerhalb eines Satzgliedes stehen:
Der Ball kollidierte mit dem Pfosten.
Frage: „Der Ball kollidierte mit wem oder was?“ – Antwort: „(mit) dem Pfosten“
Das Fragewort wem? liefert hier kein Satzglied (sondern die Ergänzung einer Präposition); Satzglied ist nur der gesamte Ausdruck „mit dem Pfosten“ bzw. „mit wem? / mit was? / womit?“
Wir sehen den Hut des Mannes.
„Wessen Hut sehen wir?“ – Antwort: „(den Hut) des Mannes“
Satzglied ist nur der gesamte Ausdruck „wessen Hut“ / „den Hut des Mannes“. Das Fragewort wessen? steht nicht für ein Satzglied, denn erfragt wird ein Attribut im Inneren des Satzglieds. Wie man an dem Beispiel sieht, löst die „wessen“-Frage allerdings zusätzlich eine Umstellung aus, die das Satzglied korrekt zeigt.

## Satzgliedtypen

### Unterteilung nach grammatischer Funktion
Die Satzglieder können nach ihrer Funktion folgendermaßen eingeteilt werden (der Farbcode wurde in dem obigen Beispiel unter „Umstellprobe“ bereits verwendet):
Hans baut im Wald mit seinem Freund fröhlich eine riesige Baumhütte.
- Subjekt (Satzgegenstand),
- Objekt (Satzergänzung, Akkusativ-, Genitiv-, Dativ- und Präpositionalobjekt),
- Adverbialbestimmung (Präpositionalgruppen; adverbialer Akkusativ, Genitiv; Adverbialsätze etc.),
- Prädikativum (im Beispiel allerdings der etwas umstrittene Untertyp des freien Prädikativums)

Hiervon abzugrenzen:
- Prädikat (Satzaussage, verbale Glieder), gilt in der Regel nicht als Satzglied im engeren Sinn.

In jedem einfachen Satz (d. h. zu jedem Prädikat) kann es nur ein Subjekt geben, aber durchaus mehrere Satzglieder der Typen Objekt, Adverbial oder Prädikativum – dies liegt daran, dass letztere sich in verschiedene Untertypen aufteilen, die gemeinsam vorkommen können.
Alle Satzgliedfunktionen können auch durch Nebensätze ausgefüllt werden: neben dem bereits angegebenen Beispiel eines Adverbialsatzes gibt es die Inhaltssätze als Subjekt und Objekt, sowie Prädikativsätze.

### Proben für die Satzglied-Typen
(Die folgenden Punkte fassen Informationen aus den jeweiligen Hauptartikeln zu den Satzgliedfunktionen zusammen; siehe die Verlinkungen oben für genauere Information).
Subjekt
- Das Subjekt steht im Deutschen immer im Nominativ, allerdings sind nicht alle Nominative auch Subjekt. Belebte Subjekte können mit dem Nominativ-Fragewort wer? erfragt werden, für unbelebte Subjekte bleibt aber nur eine Frage mit was?, die mehrdeutig sein kann (Beispiel: „Was kann diese Rakete zerstören?“ kann eine Subjekt- oder Objektfrage sein). Der Fragetest mit wer oder was? arbeitet also unter Umständen mit einer stillschweigenden Auswechslung des zu erfragenden Satzteils durch ein belebtes Bezugsobjekt.
- Das Subjekt fällt im Infinitiv weg: „Hans baut eine Baumhütte“ → „eine Baumhütte zu bauen“.

Anders: „Mir graut vor der Prüfung“ → NICHT: *„ohne vor der Prüfung zu grauen“. Dieser Test zeigt, dass es im Deutschen keine Subjekte im Dativ gibt.
- Das Subjekt bestimmt die Form des finiten Verbs, die Verbform passt sich also an, wenn zwischen Einzahl und Mehrzahl gewechselt wird: „Sein Freund baut mit.“ → „Seine Freunde bauen mit.“

Objekt
- Das Objekt steht in einer Kasusform, die vom jeweiligen Verb verlangt (regiert) wird; analog verlangt das Verb eine bestimmte Präposition beim Präpositionalobjekt. Ein Wechsel des Verbs kann manchmal zu einem anderen Kasus führen: „jemandem helfen / jemanden unterstützen“. Objekte stehen im Deutschen nie im Nominativ.
- Viele Akkusativ-Objekte können im Passiv mit „werden“ zum Subjekt werden (unter den Verben mit Akkusativobjekt sind allerdings nicht alle passivierbar). Dies unterscheidet Akkusativobjekte von Adverbialen im Akkusativ, die vom Passiv nicht erfasst werden. Beispiel: „Sie arbeiteten den ganzen Tag“ → Passiv: „Den ganzen Tag wurde gearbeitet“; Akkusativ bleibt, also adverbieller Akkusativ, kein Objekt.

Prädikativum
- Substantive bzw. Substantivgruppen als Prädikativa stehen in einer Kasusform, die mit dem jeweiligen Subjekt oder Objekt im Satz übereinstimmt, der Kasus ist hier, anders als beim Objekt, nicht vom Verb regiert. Beispiel: „Er nannte den Schiedsrichter einen Trottel“ → „Der Schiedsrichter wurde ein Trottel genannt“ (siehe Prädikativum #Der Kasus von substantivischen Prädikativa).
- Adjektive als Prädikativa bezeichnen ausschließlich eine Eigenschaft, die Subjekt oder Objekt im Ereignis haben. Beispiel: „Die Kinder kamen verdreckt nach Hause.“ → „Die Kinder kamen nach Hause. Sie waren verdreckt.“ Adjektive, die dabei auch die Art und Weise des Ereignisses oder eine Bewertung des Ereignisses beschreiben, gelten hingegen als Adverbiale Bestimmung; diese Trennung ist im Deutschen wegen der Formgleichheit aber oft strittig (auch für Beispiele wie „fröhlich“).

Adverbial
- Adverbiale können als eine uneinheitliche Restklasse betrachtet werden, die übrigbleibt, wenn die anderen Satzgliedtypen durch eigene Tests bestimmt wurden.
- Adverbiale können im Gegensatz zu Objekten durch wie…?-Fragen erfasst werden: „Das dauert einen Tag.“ → „Wie lange dauert es?“ – NICHT: „Was dauert es?“ Dieser Akkusativ ist also ein Adverbialkasus.
- Wie…?-Fragen sind nicht für alle Arten von Adverbialen möglich. Sie erscheinen andererseits auch für ein Prädikativum (siehe im Artikel Ergänzungsfrage):

„Wie kamen die Kinder nach Hause?“
– „Zu Fuß.“ (Art-und-Weise-Adverbial)
– „Verdreckt.“ (Prädikativum)

## Weitere Einteilungen für Satzglieder

### Satzglieder als Ergänzungen oder Angaben
Bei Satzgliedern wird auch unterschieden zwischen Angaben – dies sind Ausdrücke, die immer weggelassen werden können – und Ergänzungen – Ausdrücke, die nicht grundsätzlich weggelassen werden können (sondern oft obligatorisch sind, aber unter gewissen Umständen auch gelegentlich wegfallen können).
Diese Unterscheidung deckt sich nicht mit den Typen von Satzgliedfunktionen: Subjekte und Objekte sind zwar in der Regel Ergänzungen (mit Ausnahme des freien Dativs); Adverbiale jedoch kommen als Angaben oder (seltener) als Ergänzungen vor, und auch unter den Prädikativa gibt es Angaben wie auch Ergänzungen. Für Einzelheiten siehe die Spezialartikel Adverbiale Bestimmung sowie Prädikativum.

### Unterscheidung nach Wortarten
In anderer Hinsicht kann bei Satzgliedern unterschieden werden, welche Wortarten bei ihrer Bildung beteiligt sind. Auch diese Unterscheidung sagt jedoch nichts über die Einteilung nach Satzgliedfunktionen aus.
Satzglieder können einzelne Wörter sein (z. B. das Substantiv Hans im obigen Beispiel), oder ganze Wortgruppen, z. B. eine riesige Baumhütte.
Bei Wortgruppen gibt es in der Regel einen „Kern“ oder „Kopf“, der durch seine Wortart die Art der ganzen Gruppe festlegt, z. B. kann die Wortgruppe der Junge von Nebenan gleichwertig mit dem Namen Hans verwendet werden, man nennt sie daher eine Substantivgruppe, mit dem Substantiv Junge als ihrem Kopf. Im Gegensatz dazu sind die Satzglieder im Wald und mit seinem Freund Präpositionalgruppen, da die Präposition ihre Eigenschaften bestimmt: Diese Wortgruppen können z. B. nicht als Subjekt auftreten. Analog dazu können Einleitungselemente von Gliedsätzen, v. a. Konjunktionen, deren Satzgliedtyp festlegen (z. B. als Adverbialsatz). Nebensatzeinleitende Konjunktionen verhalten sich also ganz analog als Kopf des Nebensatzes (siehe den Artikel Komplementierer, dort auch Erläuterungen zum anders gelagerten Fall der nebensatzeinleitenden Frage- und Relativpronomen).
Insgesamt gesehen sagt jedoch die Aufteilung nach Wortarten nichts über die jeweiligen Untertypen von Satzgliedern aus: Sowohl Objekte, Adverbiale als auch Prädikativa können jeweils durch Substantivgruppen, Präpositionalphrasen oder Nebensätze gebildet werden (siehe die Einzelartikel zu Subjekt (Grammatik), Objekt (Grammatik), Adverbiale Bestimmung und Prädikativum). Für die verschiedenen Möglichkeiten, wie sich die Einleitungselemente von Gliedsätzen zu ihren Satzgliedtypen verhalten können, siehe die Artikel Adverbialsatz und Inhaltssatz.
Partikeln bilden eine Wortart, die dadurch definiert ist, dass diese Wörter keine Satzglieder bilden. Dies bedeutet überwiegend, dass Partikeln nicht ins Vorfeld des Satzes gestellt werden können (hierin wird die Unterscheidung zu Adverbien gesehen).

## Vergleich mit Begriffen aus der modernen Linguistik
Der übliche linguistische Begriff für „Satzteile“, der Begriff der Konstituente, ist wesentlich allgemeiner, da er jede Art von Einheit bezeichnet, die sich bezüglich irgendeiner syntaktischen Regel einheitlich verhält; Konstituenten sind daher z. B. auch alle Teile, in die Satzglieder sich ihrerseits noch zerlegen. Der Begriff Phrase bezeichnet Konstituenten, die abgeschlossen und nicht mehr erweiterbar sind. Alle Satzglieder sind Phrasen in diesem Sinne, aber die Umkehrung gilt nicht, da auch vollständige Phrasen im Inneren von Satzgliedern vorkommen können.

## Sprachvergleichende Gesichtspunkte
Die freie Besetzung des Vorfelds, auf der die Verschiebeprobe beruht (die Verbzweitstellung im Aussagesatz), ist eine Eigenschaft, die sehr wenige andere Sprachen in der gleichen Weise wie das Deutsche haben. Die Definition des Satzgliedes ist somit speziell darauf zugeschnitten, welche Einheiten die Grammatik des Deutschen hierfür ausweist. Zwar sind Begriffe wie „Subjekt“, „Adverbial“ etc. recht allgemein anwendbar, aber bei feineren Punkten wie z. B. der Unterscheidung zwischen Adverbien und Partikeln, die sich aus dem Vorfeldtest ergibt (nur erstere sind Satzglieder), entstehen Einteilungen, die spezifisch für das Deutsche sind.